# Deo Baldi
Diodiede Baldi, detto Deo (Trieste, 18 maggio 1911 – Padova, 26 gennaio 1995), è stato un calciatore italiano, di ruolo centrocampista.

## Carriera
Ala, ha giocato nella Triestina, collezionando 97 presenze in Serie A, e nel Venezia, con la cui maglia ha disputato 46 gare di Serie B, partecipando alla prima promozione in massima serie del club lagunare.